# 基南戈普山
基南戈普山（英語：Mount Kinangop）是東非國家肯雅的山峰，位於阿伯德爾山脈南端，距離首都奈羅比以北160公里，處於阿伯德爾國家公園內，海拔高度3,906米，是該山脈的第二高山，次於萊薩蒂馬山。